# Okres Żuromin
Okres Żuromin (polsky Powiat żuromiński) je okres v polském Mazovském vojvodství. Rozlohu má 805,01 km² a v roce 2020 zde žilo 38 337 obyvatel. Sídlem správy okresu je město Żuromin.

## Gminy
Městsko-vesnické:
- Bieżuń
- Lubowidz
- Żuromin

Vesnické:
- Kuczbork-Osada
- Lutocin
- Siemiątkowo

## Města
- Bieżuń
- Lubowidz
- Żuromin

## Demografie
Počet obyvatel (informace z 30. června 2014):
|         | Celkem | Celkem | Ženy   | Ženy  | Muži   | Muži  |
|         | Osob   | %      | Osob   | %     | Osob   | %     |
| ------- | ------ | ------ | ------ | ----- | ------ | ----- |
| Celkem  | 39 885 | 100    | 20 185 | 50,61 | 19 700 | 49,39 |
| Město   | 10 898 | 100    | 5 637  | 14,13 | 5 261  | 13,19 |
| Vesnice | 28 987 | 100    | 14 548 | 36,47 | 14 439 | 36,20 |